# Hermynia Zur Mühlen
Hermynia Isabelle Maria Zur Mühlen, también Hermynia zur Mühlen, nacida Hermine Isabelle Maria Folliot de Crenneville (Viena, 12 de diciembre de 1883-Radlett, Hertfordshire, 20 de marzo de 1951) fue una escritora y traductora austríaca.

## Trayectoria

### Primeros años
Era hija del diplomático y conde Viktor Folliot de Crenneville-Poutet. La familia descendía de la alta nobleza del Imperio austrohúngaro.
Pasó su infancia y juventud en la región de Salzkammergut. También acompañó a su padre en extensos viajes por Oriente Medio y África. Vivió un tiempo en Constantinopla, Lisboa, Milán y Florencia, estancias que contribuyeron a su aprendizaje de varios idiomas. Comenzó su educación con clases particulares, después asistió al Sacre Coeur de Argel y, finalmente, estuvo en un internado para niñas de clase alta en Dresde.
En 1901, zur Mühlen aprobó sus exámenes de maestra de primaria en Ebensee, Alta Austria. En 1905, empezó a trabajar en una imprenta. En contra de la voluntad expresa de sus padres, se casó con el terrateniente alemán del Báltico, Victor von zur Mühlen, en 1908 y lo siguió a su finca en Eigstfer en la actual Estonia. El matrimonio fue infeliz; se divorciaron en 1920.
En 1913 conoció al poeta Hans Kaltneker, con quien tradujo poemas juntos. En el Báltico, quedó consternada por la pobreza de la población rural nativa de Estonia y Livonia. A partir de 1914,  sufrió tuberculosis. Entre 1914 y 1919, realizó varias estancias de recuperación en el balneario suizo de Davos para aliviar la enfermedad. Allí, siguió atentamente la Revolución de Octubre de 1917 en Rusia.
En 1919, se mudó a Alemania. Se unió al movimiento comunista y al KPD ( Partido Comunista de Alemania). Junto con su pareja y posterior esposo, el traductor y periodista judío Stefan Isidor Klein  vivió en Fráncfort del Meno y Berlín. Publicó numerosos ensayos en la prensa comunista y socialdemócrata, especialmente en Die Rote Fahne y Der Revolutionär.

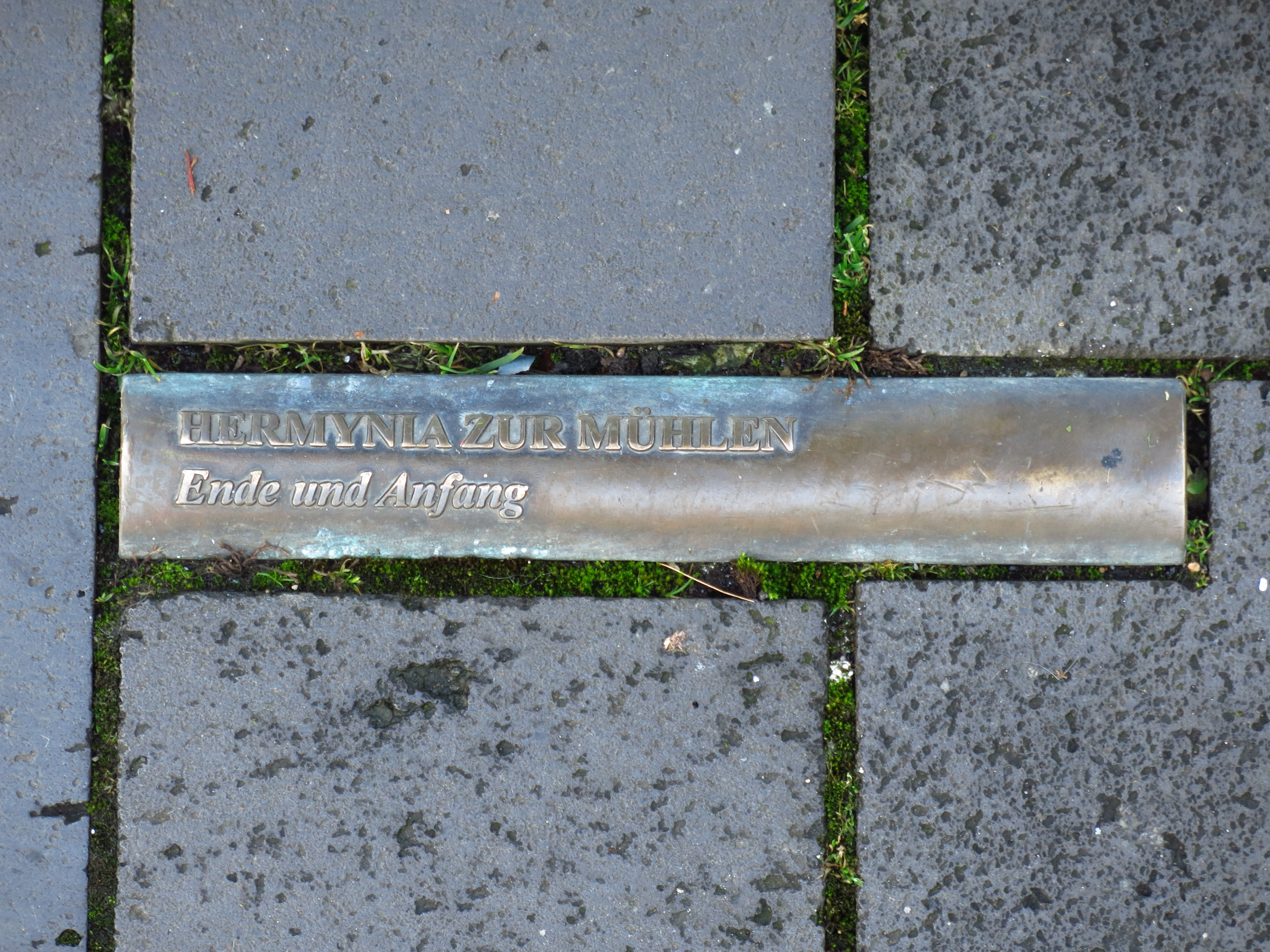
Ende und Anfang (Fin y principio), monumento conmemorativo de la quema de libros en la Bonner Marktplatz o plaza del mercado de Bonn.

### Escritora y publicista
En 1921 publicó sus cuentos proletarios Was Peterchens Freunde erzählen (Lo que cuentan los amigos de Peterchen), ilustrados por George Grosz, con la editorial Berlin Malik. Escribió obras de teatro para radio, novelas policiacas, libros infantiles y juveniles además de otros textos en prosa. En ocasiones escribió bajo los seudónimos de Franziska Maria Rautenberg, Franziska Maria Tenberg, Traugott Lehmann y Lawrence H. Desberry.  A lo largo de su vida, tradujo alrededor de 150 novelas y relatos del inglés, francés y ruso al alemán, incluyendo muchas obras de Upton Sinclair. Conocida como la "Condesa Roja", se convirtió en una de las columnistas y publicistas comunistas más conocidas de la República de Weimar.
Por su novela de propaganda "Schupomann Karl Müller" (1924), ambientada en el entorno policial,  fue acusada de alta traición en Alemania, aunque fue absuelta en 1926. En 1929 se publicó su novela Ende und Anfang (Fin y comienzo), que se convirtió en un gran éxito literario. Siguieron otras novelas autobiográficas, como "Das Riesenrad" (1932), "Reise durch ein Leben" (1933) y "Schmiede der Zukunft" (1933). En 1934, la novela "Unsere Töchter, die Nazinen" (Nuestras hijas, las nazis) se publicó por entregas en la revista Deutsche Freiheit" de la región autónoma del Sarre.

### Huida y exilio
Con la toma del poder por los nazis en Alemania, regresó a Viena en 1933, donde se afilió a la Asociación de Escritores Socialistas. El régimen nazi incluyó sus obras en la Lista de publicaciones nocivas y no deseadas.
En Viena, advirtió contra el fascismo, pero se distanció cada vez más del Partido Comunista de Alemania (KPD). Permaneció activa en la prensa democrática de izquierdas en el exilio y como escritora. Tras el Anschluss de Austria en marzo de 1938, el matrimonio huyó a Bratislava, donde contrajeron matrimonio. Tras la disolución del resto de Checoslovaquia en marzo de 1939, ambos emigraron a Inglaterra donde continuó escribiendo. Con Kleine Geschichten von großen Dichtern (Pequeños relatos de grandes poetas), consolidó su reputación como prosista de literatura infantil y juvenil.
La pareja vivió en Londres hasta 1948, y después, empobrecidos y enfermos, se mudaron al norte de la capital británica. Hasta su muerte, Hermynia zur Mühlen siguió publicando obras en alemán e inglés, así como traducciones. En 1945, sus obras volvieron a ser recibidas en Austria y Alemania como parte de la literatura comunista y socialdemócrata — siendo varios de sus libros reeditados por la editorial Globus del Partido Comunista de Austria (KPÖ).